# Torsten Quidde
Torsten Quidde (* 24. April 1932 in Hildesheim; † 24. Juni 2004 in Hannover) war ein deutscher Verwaltungsbeamter, zuletzt Oberkreisdirektor.

## Leben
Quidde wurde in Hildesheim als Sohn des dortigen Landgerichtspräsidenten geboren. Nach dem Abitur 1951 auf dem Gymnasium Andreanum studierte er Rechtswissenschaft an den Universitäten Köln, Freiburg und Göttingen. In der Kölner Zeit wurde er Mitglied des Corps Silesia Breslau. 1957 promovierte er zum Dr. iur., bestand 1959 das Examen als Assessor und erwarb 1963 den Master of public administration an der Harvard University. Nach verschiedenen Tätigkeiten im niedersächsischen Innenministerium wurde er 1970 Kommunaldezernent bei dem Regierungspräsidenten in Osnabrück. Von dort wechselte er 1971 als Oberkreisdirektor zum Landkreis Land Hadeln an der Elbmündung. Nach seiner Pensionierung 1978 war er noch mehrere Jahre als Rechtsanwalt in Hannover tätig.

## Werk
- Friedensnobelpreisträger Ludwig Quidde. Ein Leben für Frieden und Freiheit. Berliner Wissenschafts-Verlag, Berlin 2003, ISBN 3-8305-0542-6.